# Église de la Nativité-de-la-Mère-de-Dieu de Doboj
Pour les articles homonymes, voir Église de la Nativité-de-la-Mère-de-Dieu.
L'église de la Nativité-de-la-Mère-de-Dieu (en serbe cyrillique : Храм рођења пресвете Богородице ; en serbe latin : Hram rođenja presvete Bogorodice) est située en Bosnie-Herzégovine, sur le territoire de la ville de Doboj.